# Цицернакаберд
Цицернакабе́рд (арм. Ծիծեռնակաբերդ, в переводе — «крепость ласточки») — мемориальный комплекс в Ереване, посвящённый жертвам геноцида армян 1915 года. Расположен на одноимённом холме.

## Идея мемориала и строительство

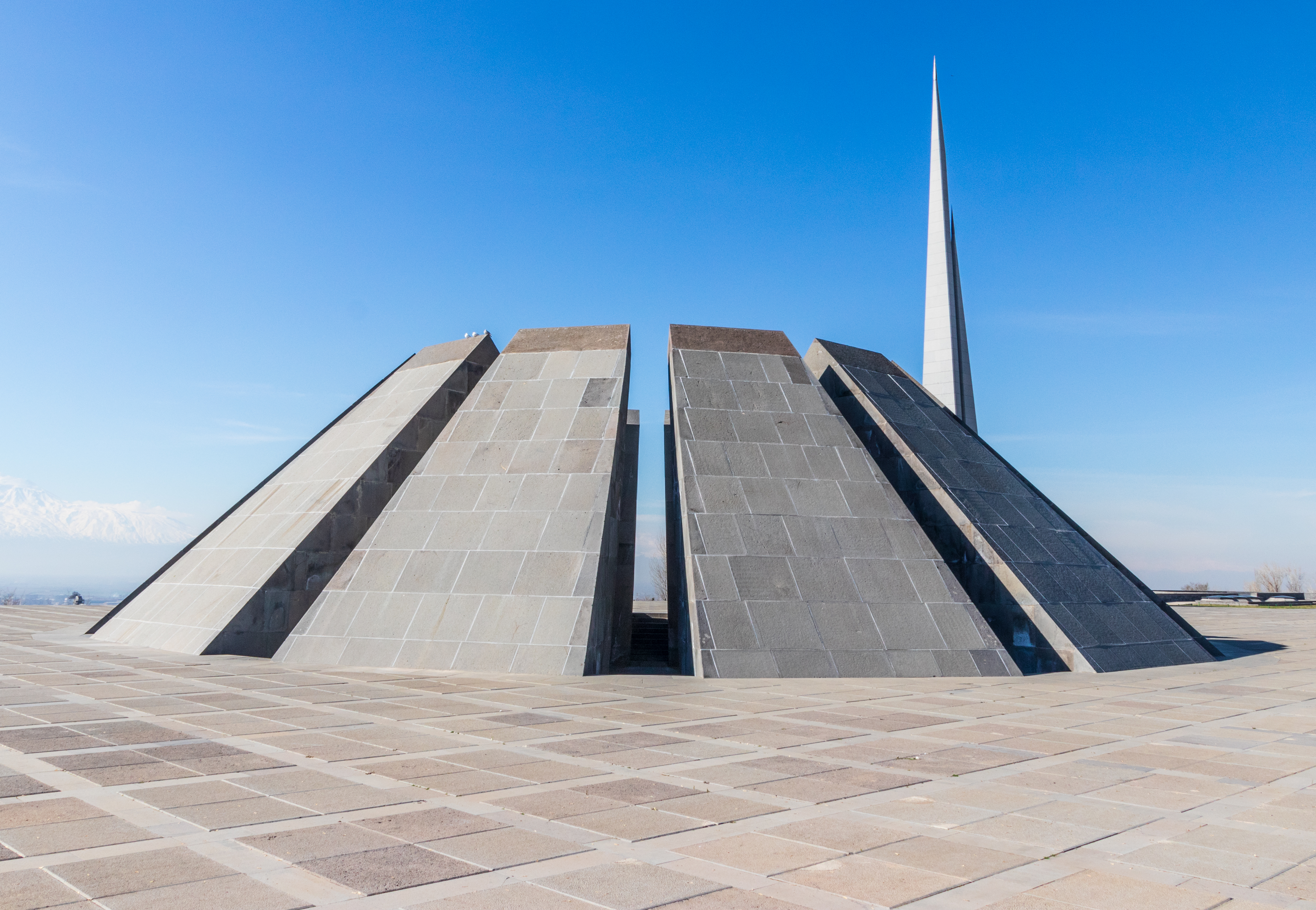
Мемориальный комплекс «Цицернакаберд»

Строительство комплекса было санкционировано центральными и местными советскими властями. Приверженцем этой версии является директор национального архива Армении Аматуни Вирабян.. Инициатором идеи стал первый секретарь ЦК КП Армении Яков Заробян, который в 1964 году составил докладную в центральные органы власти с предложением построить «монумент в память о погибших армянах в Первой мировой войне». В качестве мотивации последних в данном вопросе Вирабян предполагает намерение укрепить влияние на Спюрк (армянскую диаспору) в русле советской пропаганды. В 1963—1964 годах Спюрк деятельно готовился отметить мрачный юбилей 50-летия Геноцида армян.
Идея создания мемориала была публично озвучена в 1965 году, в 50-ю годовщину геноцида. В качестве места строительства был выбран возвышающийся над ущельем реки Раздан холм Цицернакаберд. В марте 1965 года был объявлен конкурс, на который были представлены 78 работ, из которых 4 дошли до финала. Из них был выбран проект архитекторов Артура Тарханяна и Сашура Калашяна.
Согласно замыслу авторов, он должен был стать «мессой в память безвинно погибших и, в то же время, быть заветом для нас, выживших; он должен был быть понятен всем, вне зависимости от национальности и вероисповедания; и, наконец, должен был стать центром, где будут документироваться и публиковаться факты из истории геноцида армян».
Постройка мемориального комплекса была в основном завершена через два года, хотя отдельные его элементы достраивались вплоть до середины 1990-х годов. Строительными работами мемориального комплекса руководил Артуш Ордуханян.

## Мемориальный комплекс

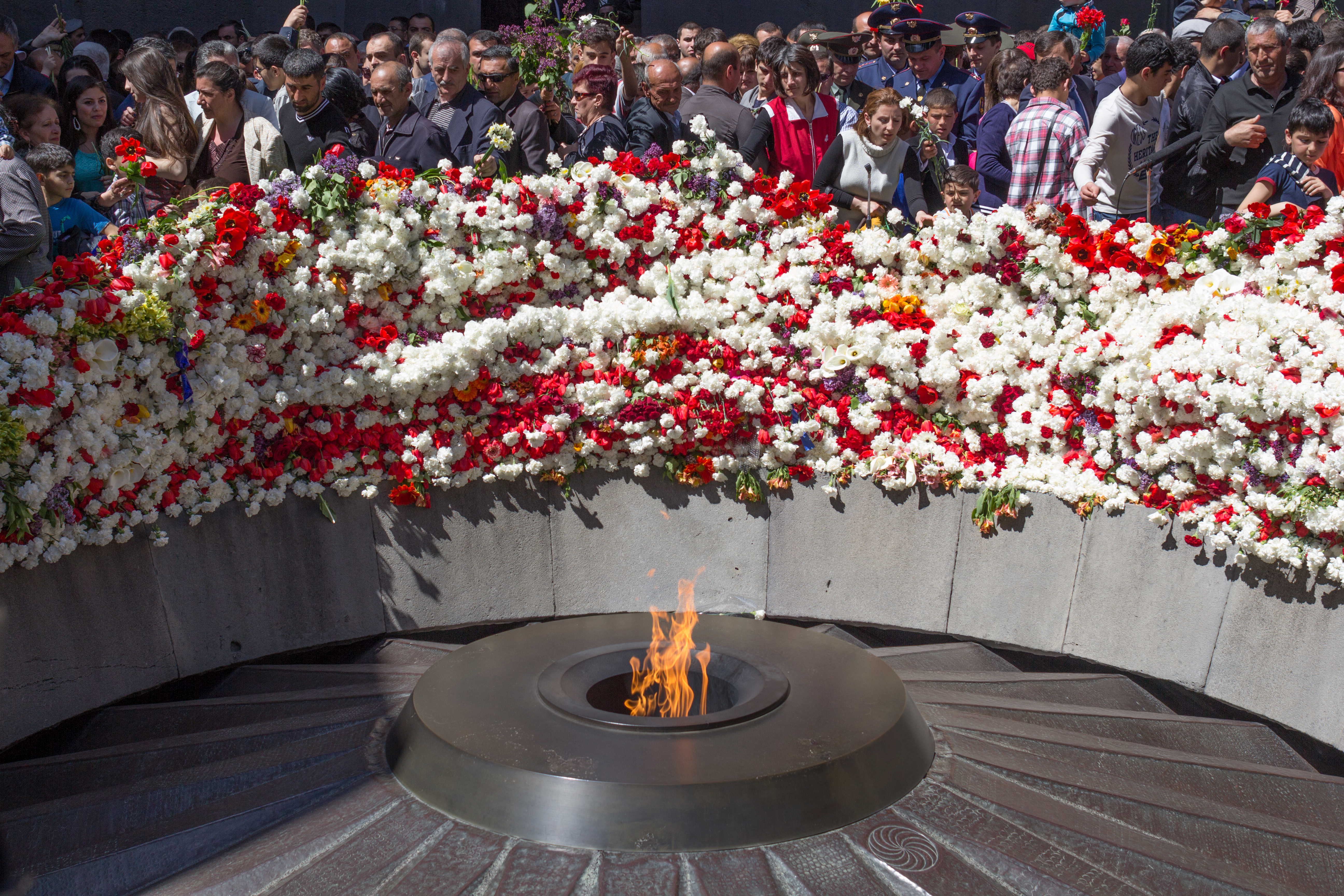
Вечный огонь

44-метровая стела символизирует волю к возрождению армянского народа. Вдоль всей стелы от основания до вершины тянется глубокий вырез или разлом, разделяющий её на две части. Стела символизирует расколотый армянский народ, меньшая часть которого живёт в Армении, а большая — в диаспоре.
Рядом со стелой находится усечённый конус из двенадцати больших каменных плит. В его центре, на глубине 1,5 метров горит вечный огонь. Существует расхожее мнение, что плиты символизируют собой 12 провинций, в которых в основном происходила резня. Или же с количеством вилайетов, которые согласно Севрскому договору должны были быть переданы Армении, хотя этих вилайетов, на самом деле, было меньше. Иногда число 12 связывают с количеством апостолов. Однако, Сашур Калашян, один из архитекторов комплекса, объясняет, выбор числа 12 следующим образом:
В процессе проектирования мы пробовали комбинации из 4, 6, 8, 12 и 16. Перед нами стояла эстетическая задача и только.
Калашян, объясняя символизм постамента указывает, что он «как бы огромная надгробная плита в память безвинно погибших. И поскольку боль утраты жива и сегодня, то плита эта, словно не заживающая рана, дала трещину и раскрыла перед нами бездну полную горя».
Там же, рядом со стелой находится стометровая Стена траура с названиями местностей (городов и деревень), по которым проходил путь депортированных во время геноцида армян. Начиная с 1996 года с обратной стороны в Стену замуровываются урны с землёй, привезённой с могил политических и общественных деятелей, которые подняли голос протеста против Геноцида армян. Среди них — Армин Вегнер, Анна Хедвиг Бюль, Генри Моргентау, Франц Верфель, Йоханнес Лепсиус и виконт Джеймс Брайс.

## Музей Геноцида

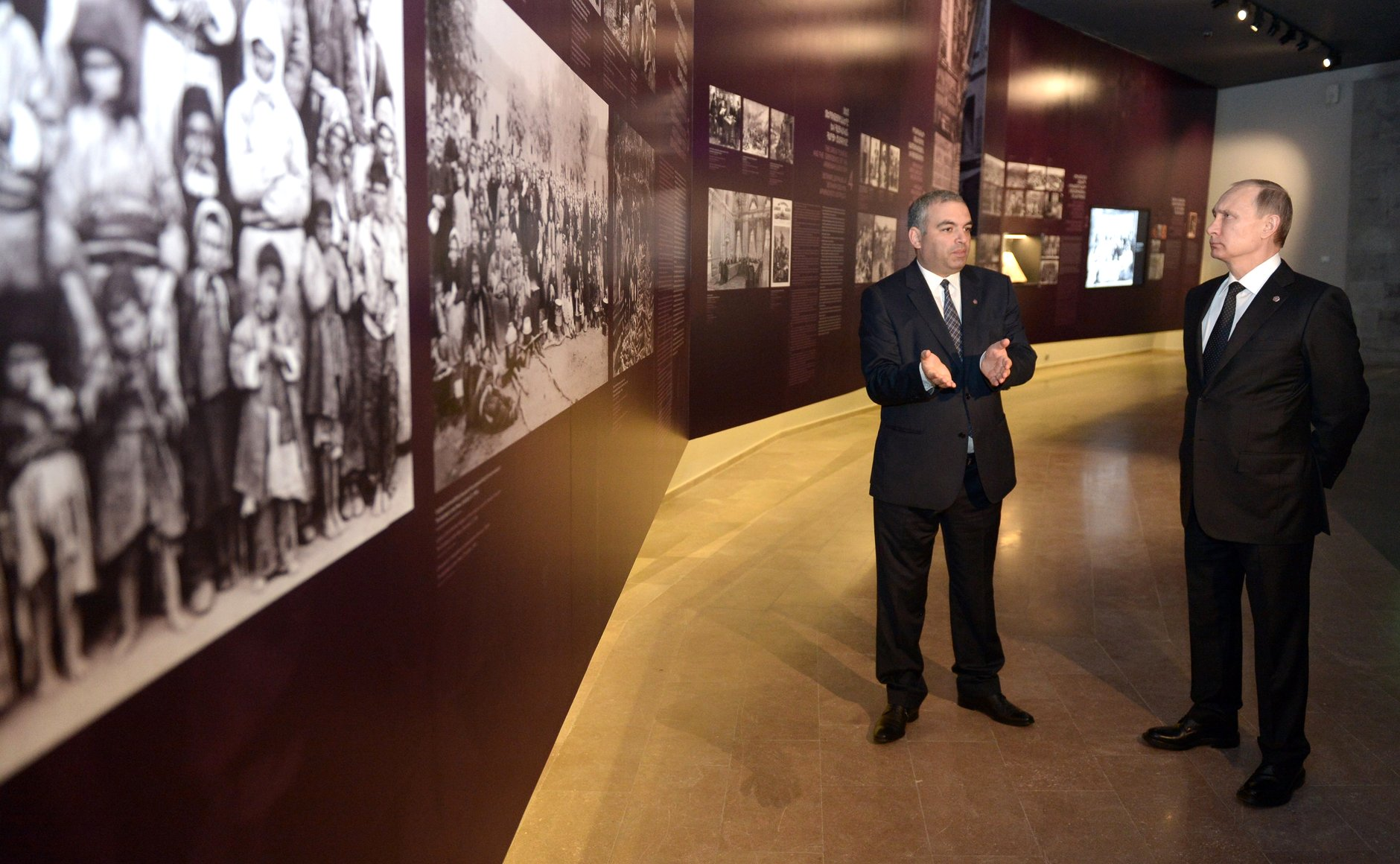
Президент России Владимир Путин во время осмотра экспозиции музея, 24 апреля 2015 года

Последним достроенным зданием комплекса стал открытый в 1995 году на другом конце парка музей геноцида (архитекторы Сашур Калашян и Людмила Мкртчян). Музей почти целиком находится под землёй, состоит из двух этажей общей площадью 2000 м².
В музее представлены некоторые снимки, сделанные германскими фотографами (в том числе Армином Вегнером), а также их публикации. Неподалёку от музея находится аллея, где иностранные государственные деятели сажают деревья в память о жертвах геноцида.
В мае 2014 года «Музей геноцида армян» журналом «Forbes» был включен в список 9 мемориальных музеев, которые стоит посетить каждому.

## Известные посетители
Среди известных людей, посетивших в разные годы мемориал жертв геноцида армян — президенты России (Борис Ельцин, Владимир Путин, Дмитрий Медведев), Франции (Жак Ширак, Николя Саркози, Франсуа Олланд), Чехии, Украины, Польши, Греции, Грузии, Ирана и других стран, госсекретарь США Хиллари Клинтон, Римские Папы Иоанн Павел II в 2001 году, Франциск в 2016 году, главный раввин Израиля Йона Мецгер, Патриарх Русской Православной Церкви Кирилл, чемпион мира по шахматам Владимир Крамник, английская рок-звезда Ян Гиллан, режиссёры Андрей Тарковский и Эмир Кустурица, актёры Джордж Клуни и Ален Делон, лауреат Нобелевской премии по физике Жорес Алферов, космонавт Алексей Леонов, певицы Монсеррат Кабалье и Мария Гулегина, пианист Евгений Кисин, поп-звезда Шер, шансонье Шарль Азнавур, лауреат Нобелевской премии мира Лейма Гбови, писатель Пауло Коэльо и многие другие.

## Галерея

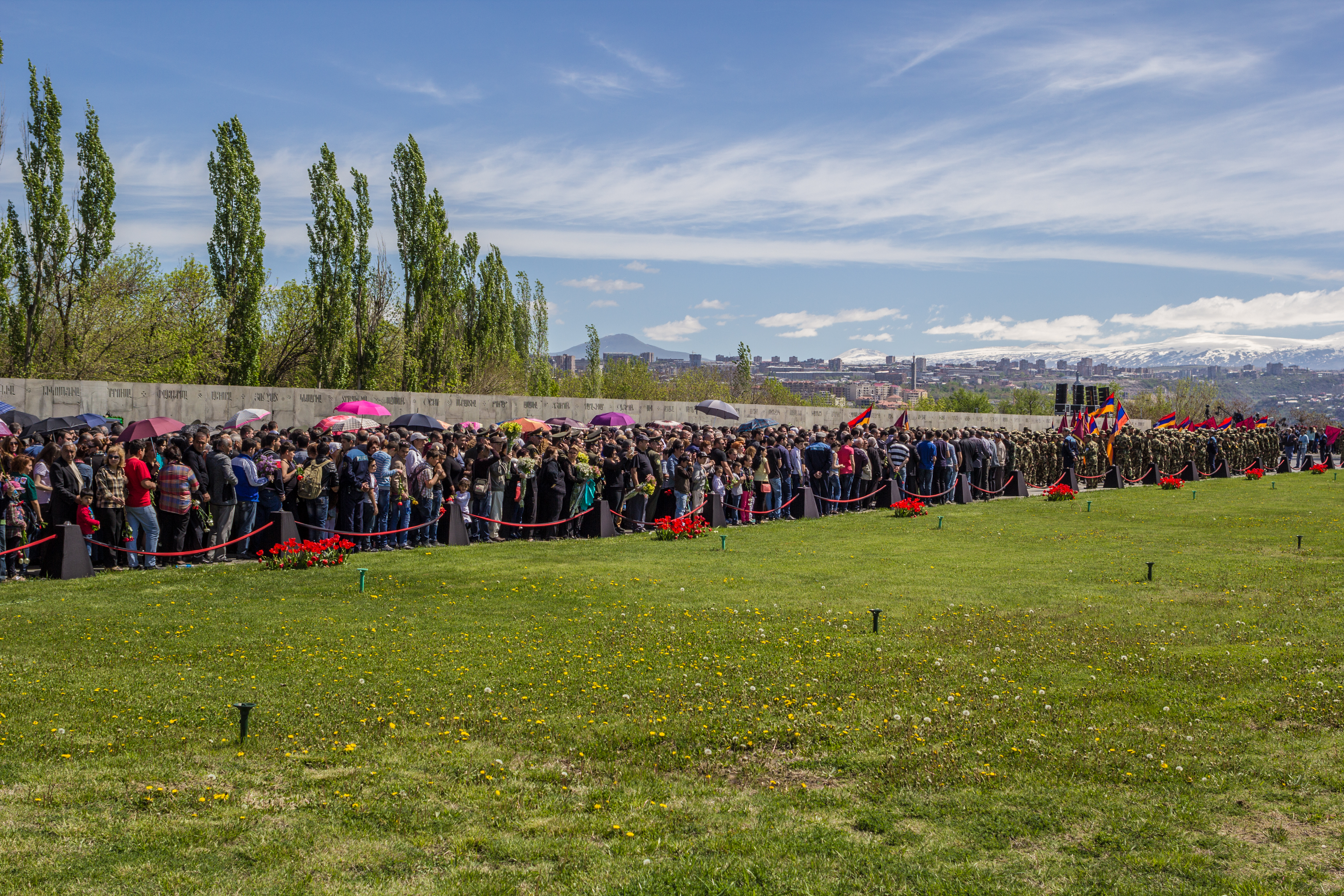
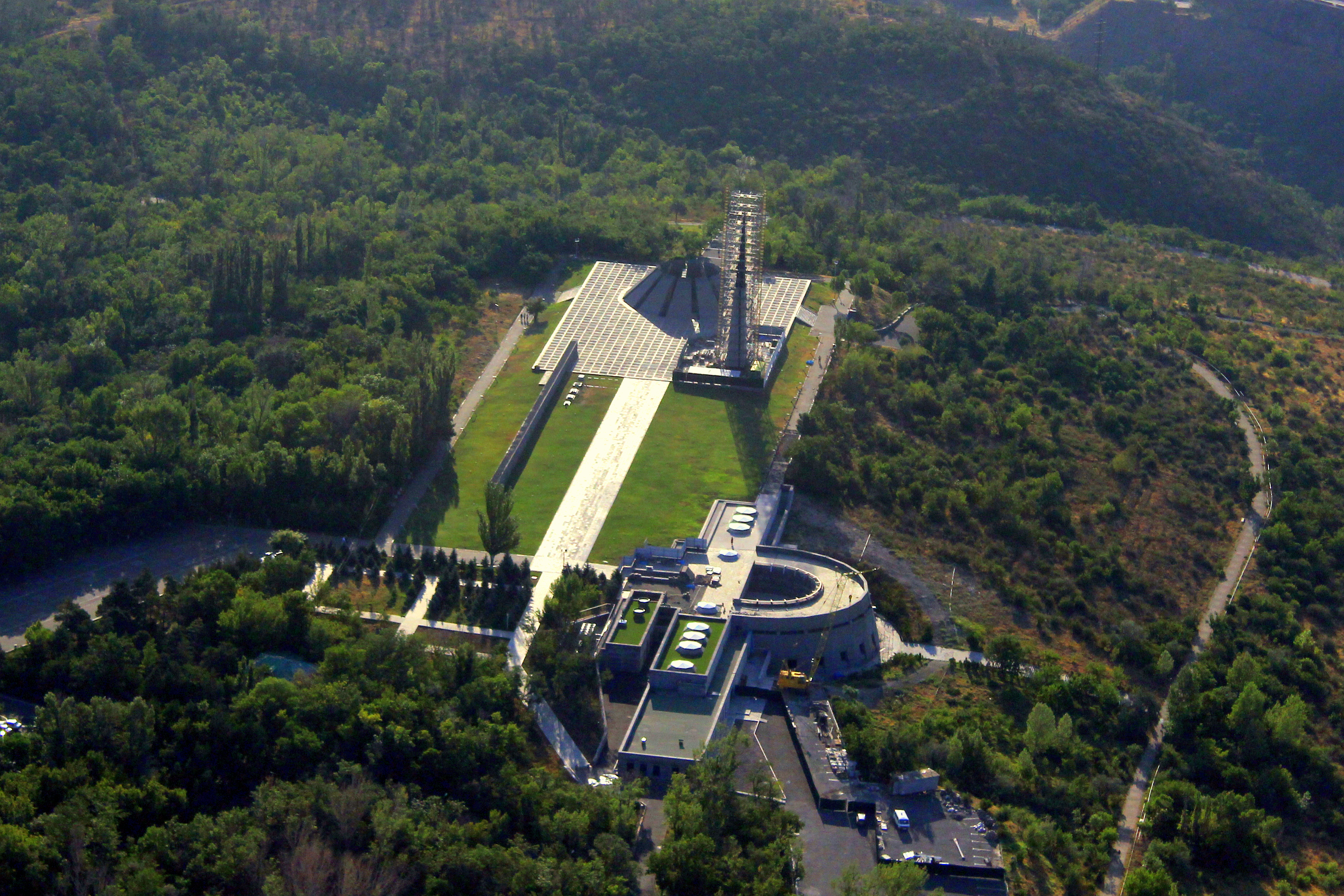
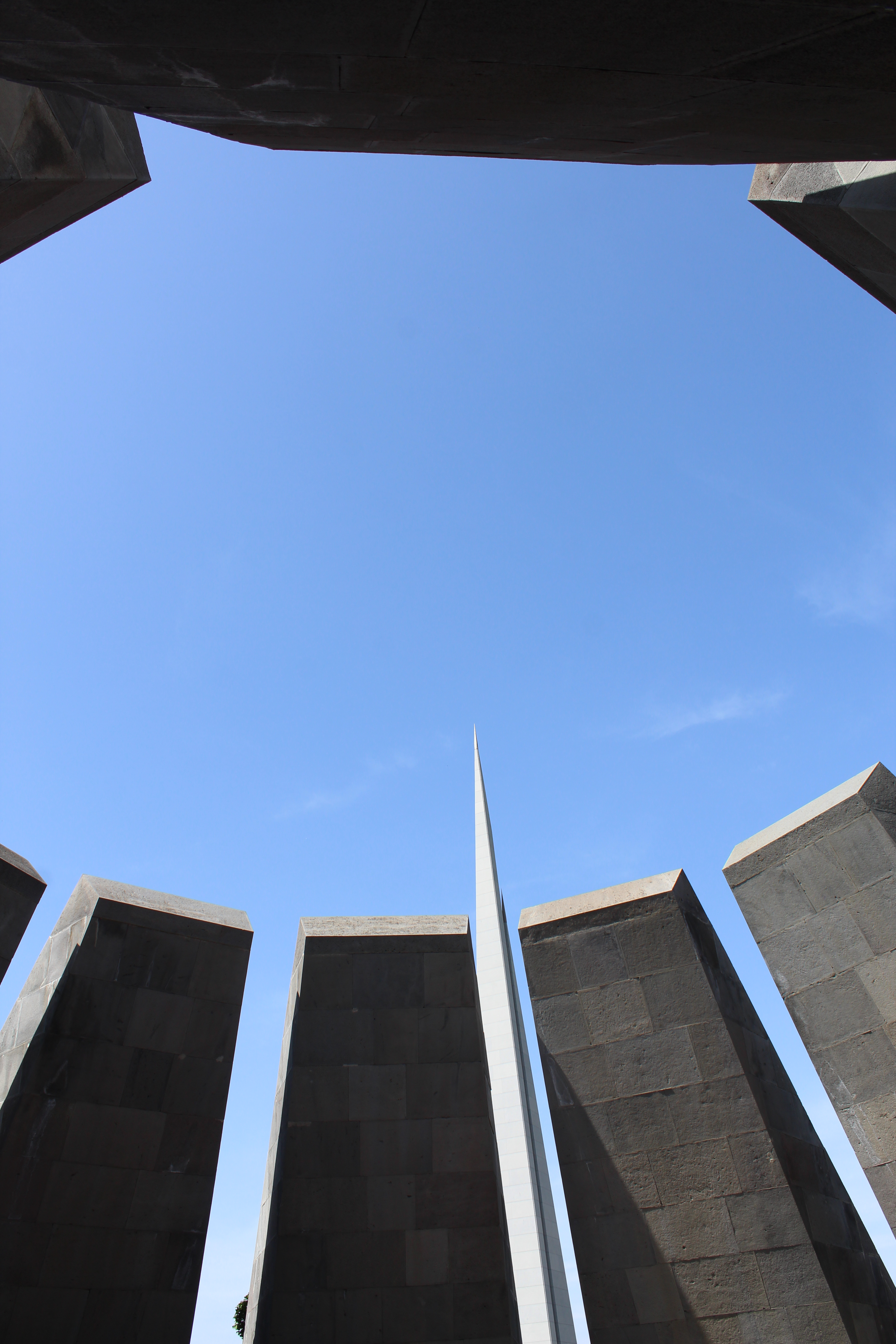
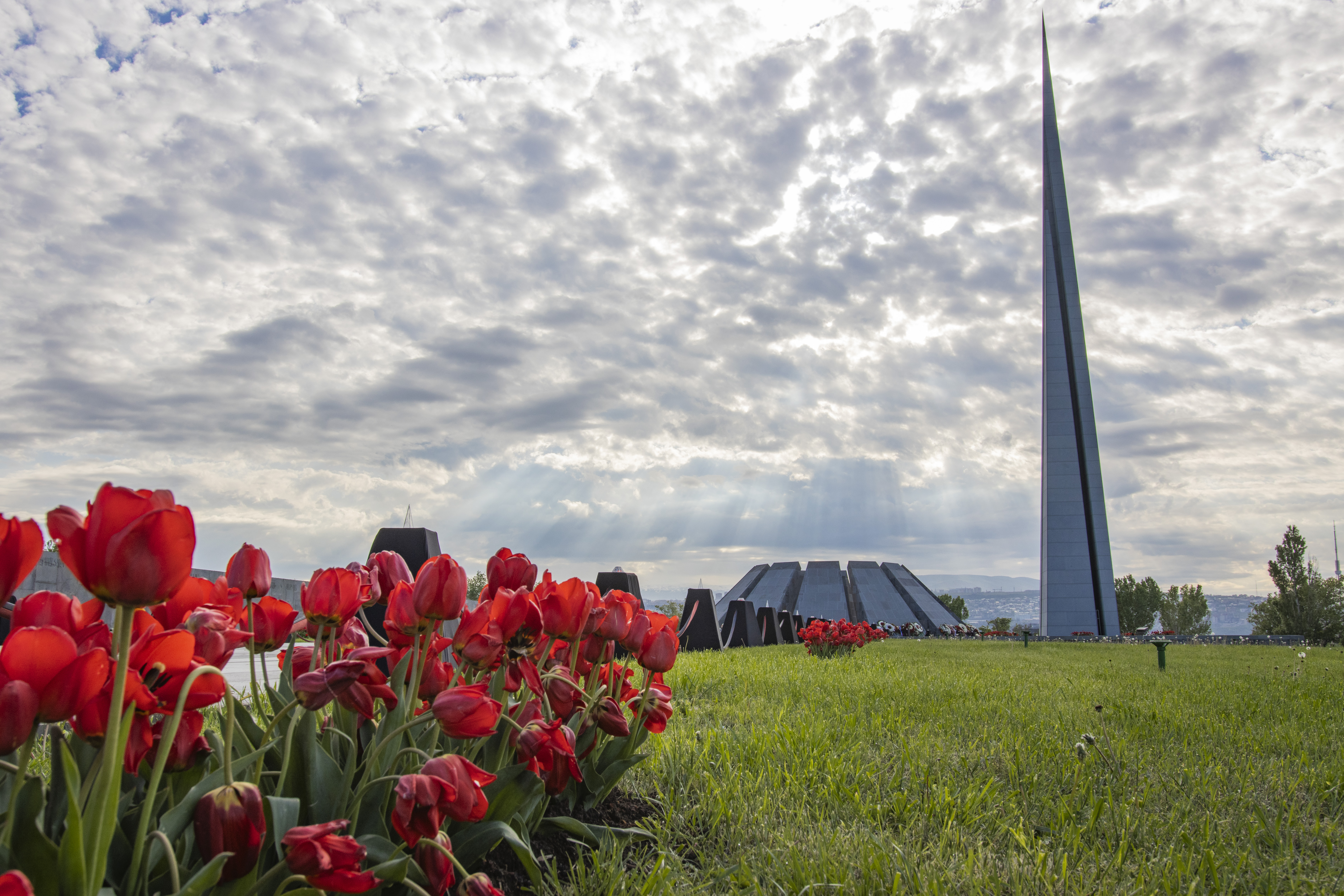
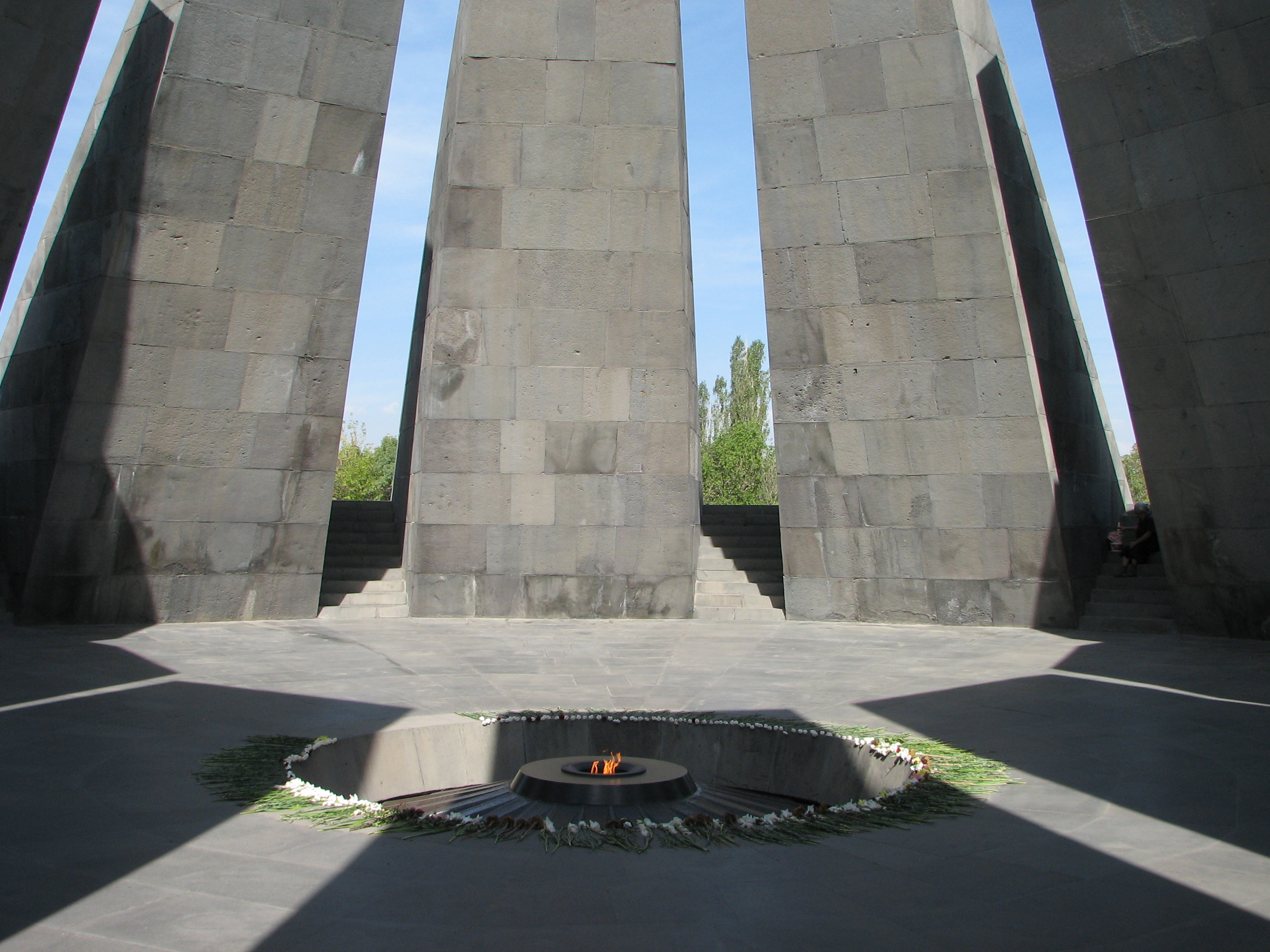
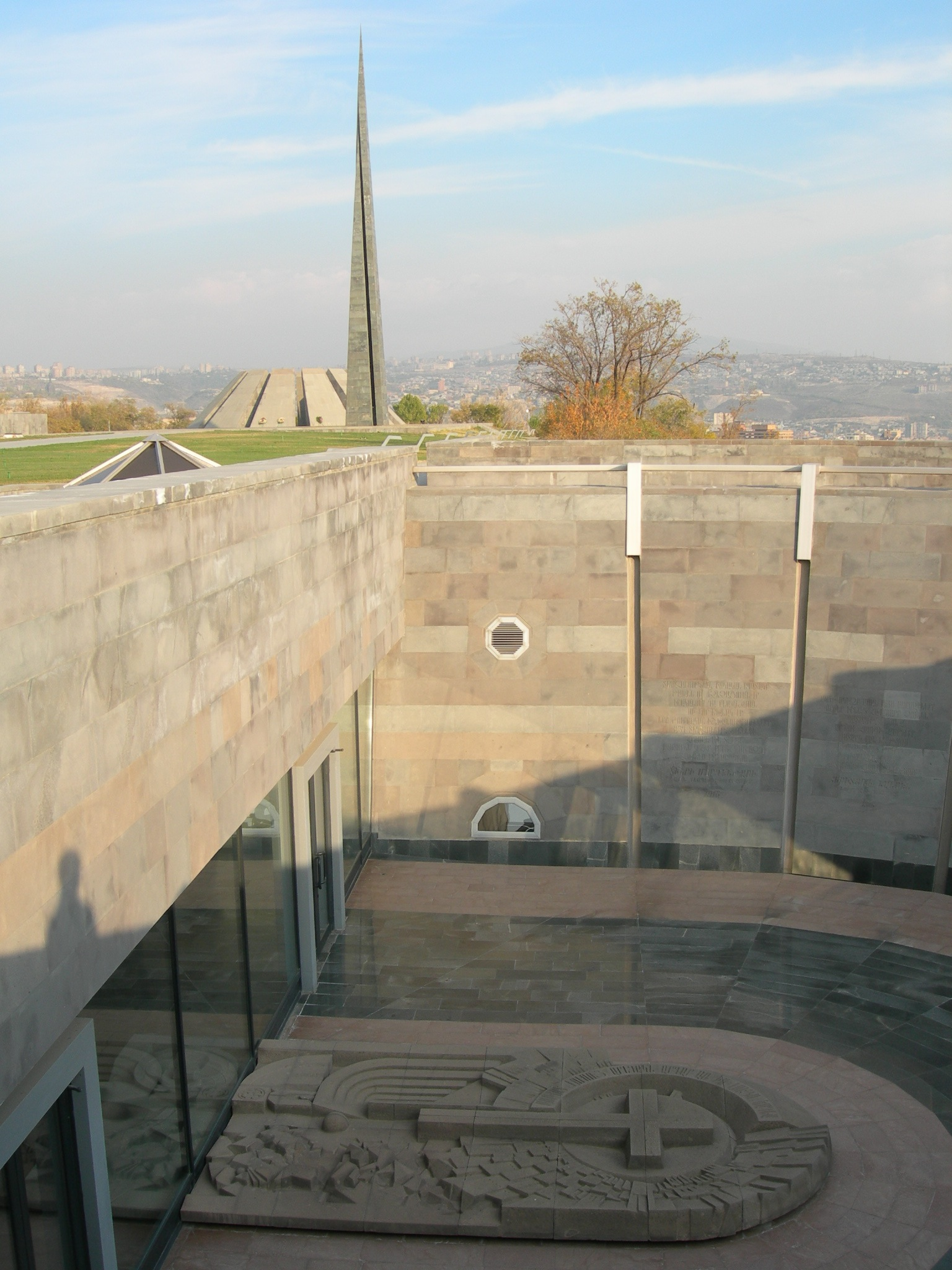
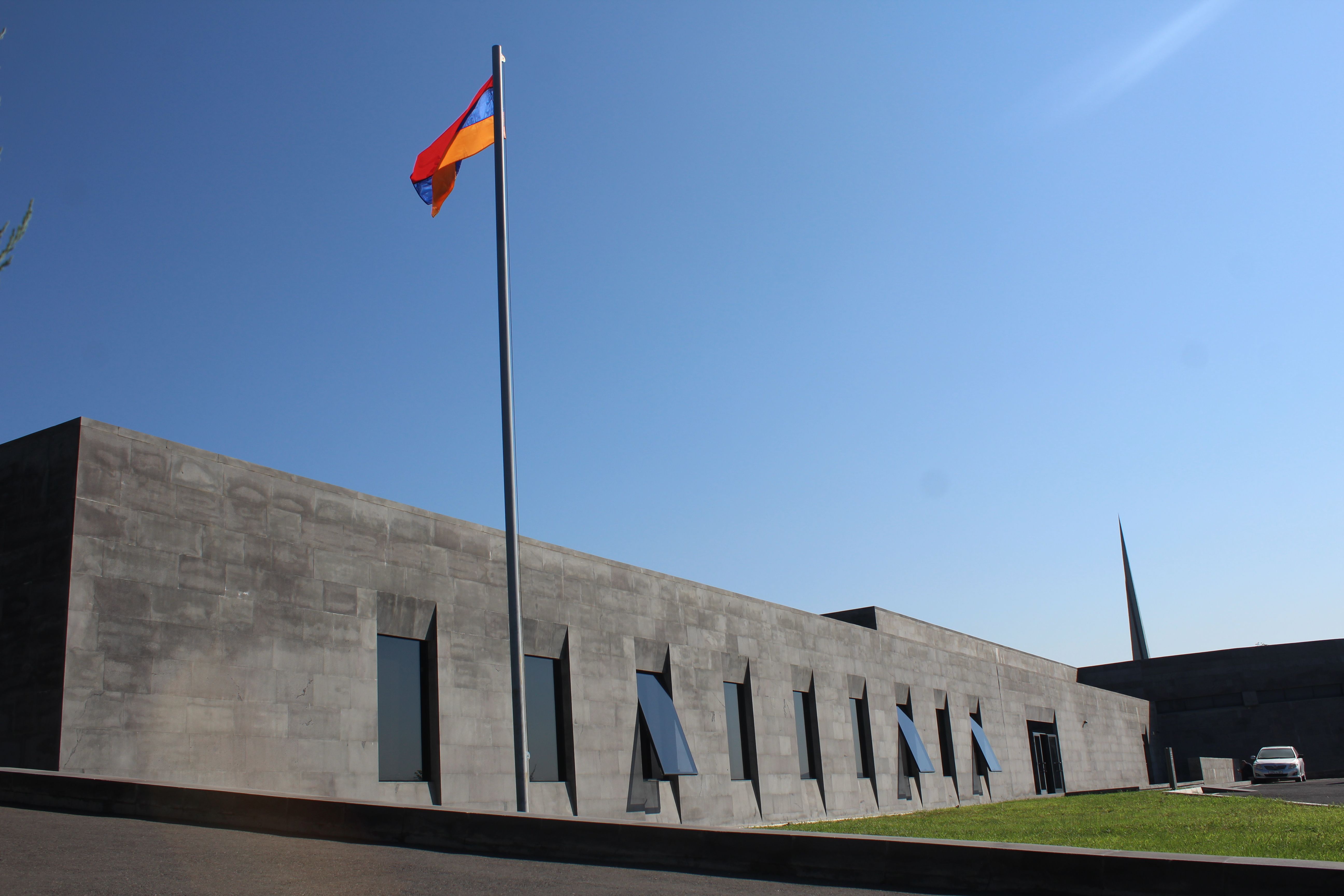
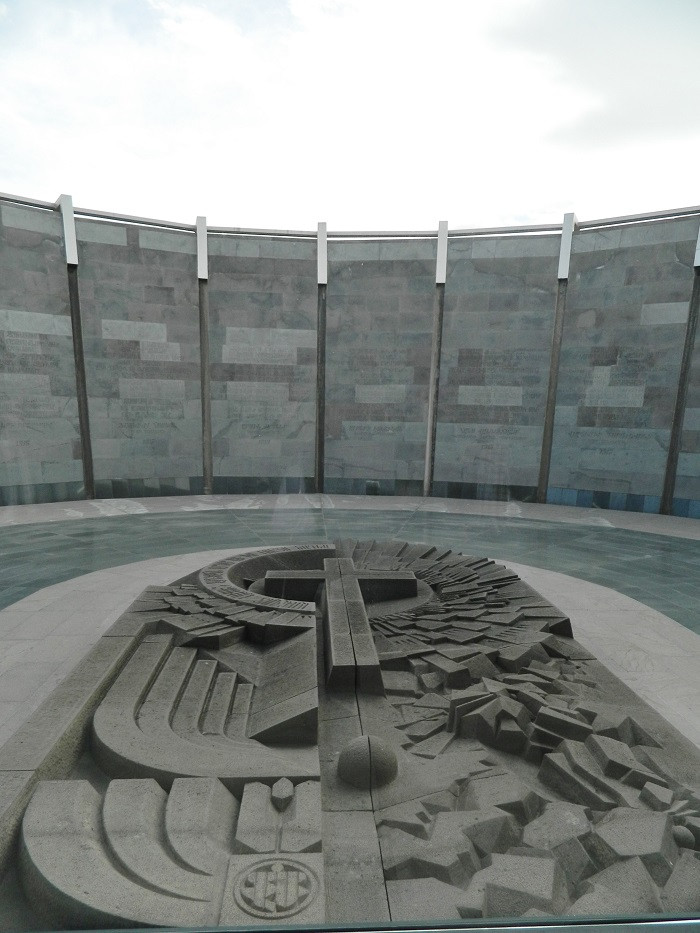
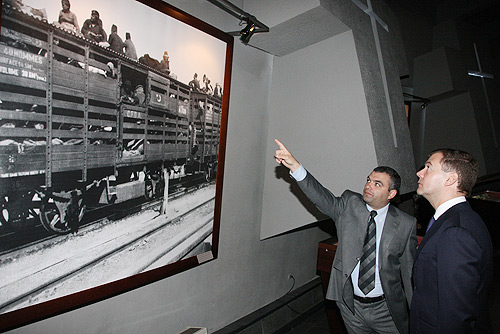
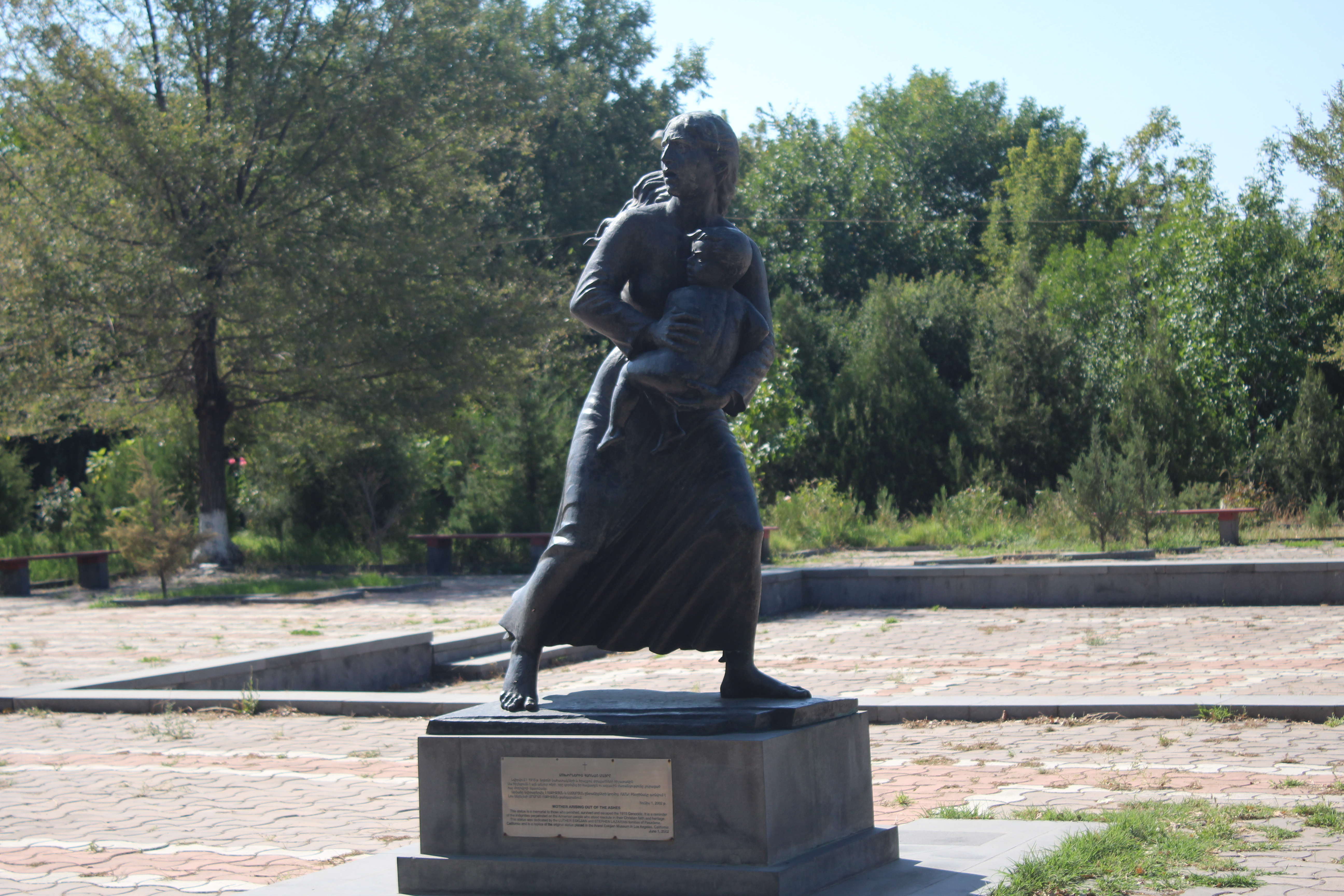
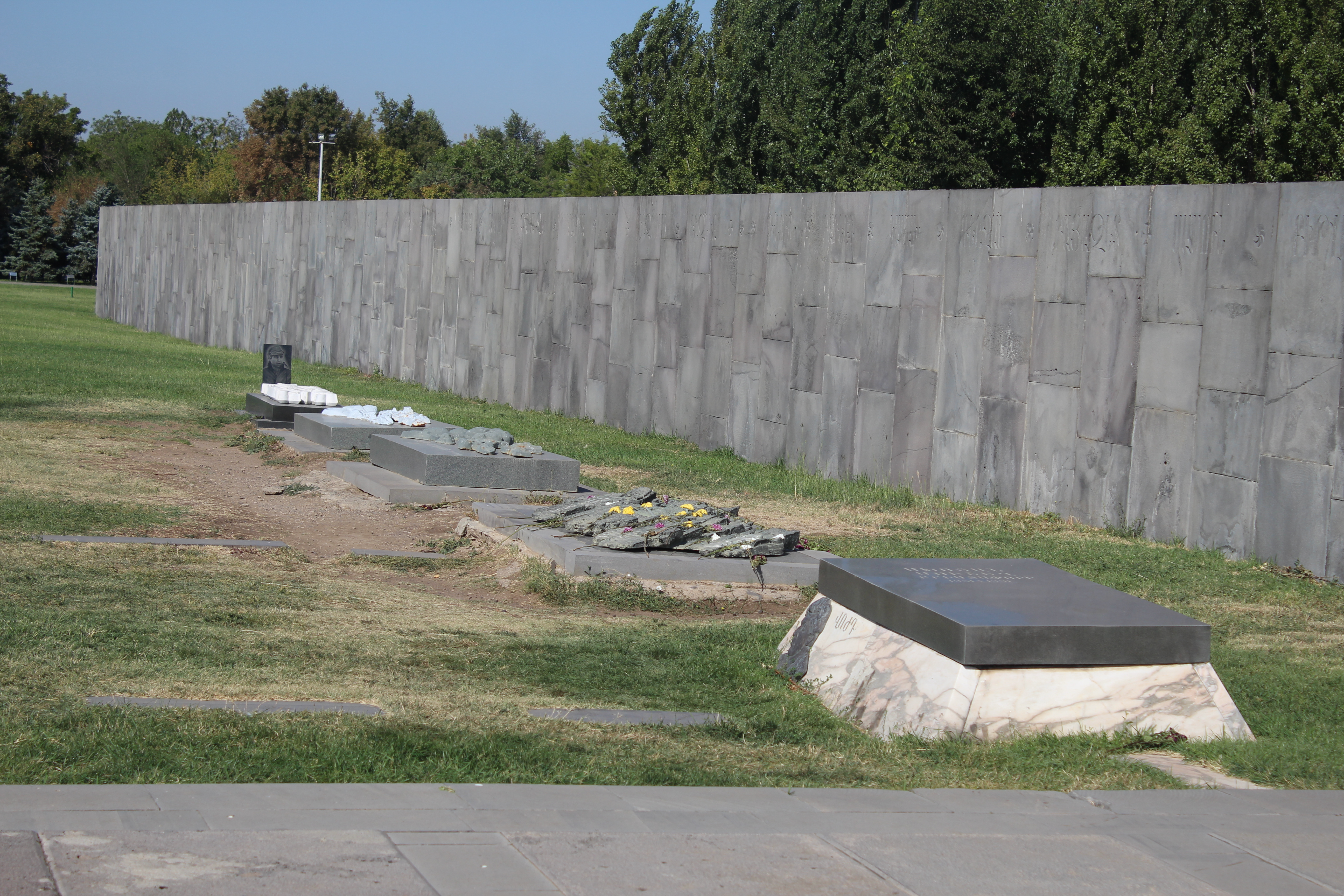
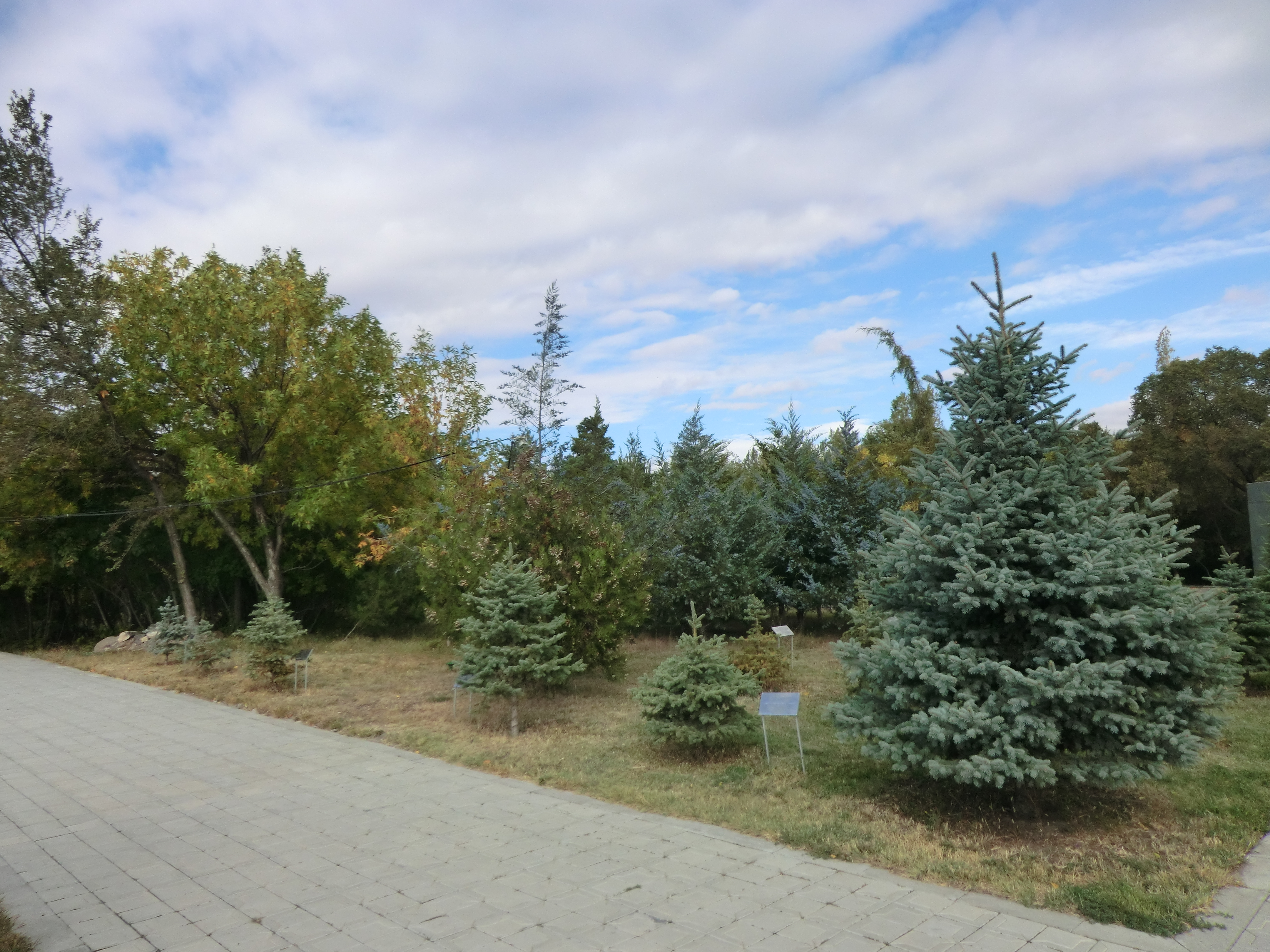
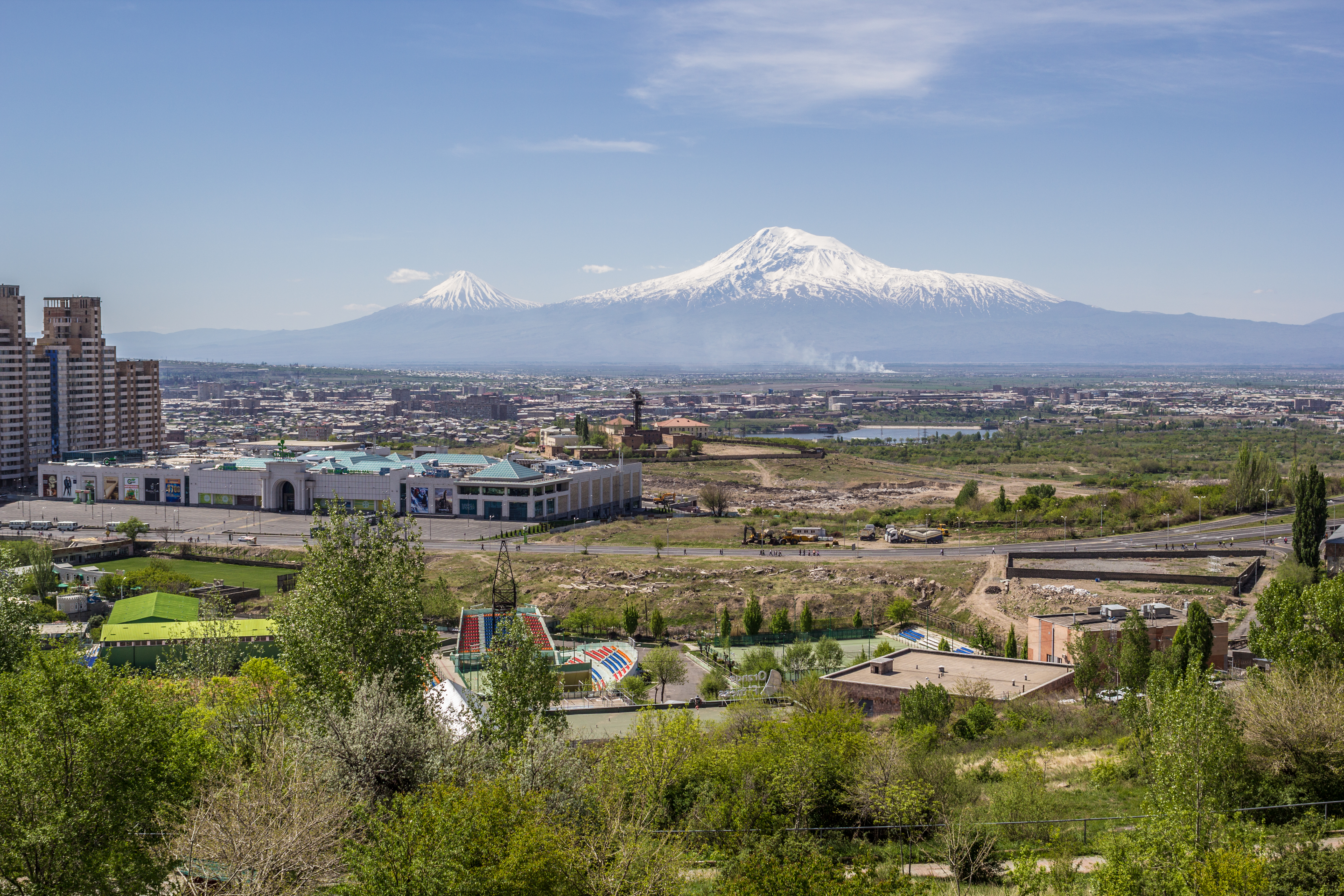